# ألونزو راسيل
ألونزو راسيل (بالإنجليزية: Alonzo Russell)‏ هو لاعب كرة قدم أمريكية أمريكي، ولد في 29 سبتمبر 1992 في واشنطن العاصمة في الولايات المتحدة.

## وصلات خارجية
- ألونزو راسيل على موقع مرجع كرة القدم المحترفة.كوم (الإنجليزية)